# Raotince
Raotince (makedonska: Раотинце) är en ort i Nordmakedonien. Den ligger i kommunen Jegunovce, i den nordvästra delen av landet, 25 kilometer väster om huvudstaden Skopje. Raotince ligger 388 meter över havet och antalet invånare är 565.